# Leptopholcus evaluna
Leptopholcus evaluna är en spindelart som beskrevs av Huber, Pérez och Baptista 2005. Leptopholcus evaluna ingår i släktet Leptopholcus och familjen dallerspindlar.
Artens utbredningsområde är Venezuela. Inga underarter finns listade i Catalogue of Life.